# Elaeognatha phaeostrota
Elaeognatha phaeostrota är en fjärilsart som beskrevs av George Francis Hampson 1905. Elaeognatha phaeostrota ingår i släktet Elaeognatha och familjen trågspinnare. Inga underarter finns listade i Catalogue of Life.